# Nay Luett
Nay Luett (3 tháng 5 năm 1935 – 1983), là quan chức, chính khách và nhà lãnh đạo người Thượng dân tộc Gia Rai, từng giữ chức Tổng trưởng Bộ Phát triển Sắc tộc Việt Nam Cộng hòa. Sau biến cố 30 tháng 4 năm 1975, ông bị chính quyền cộng sản bắt giam trong điều kiện khắc nghiệt trong suốt 9 năm rồi mới được trả tự do và qua đời tại tư gia ngay sau đó.

## Tiểu sử

### Thân thế và học vấn
Nay Luett chào đời trong một gia đình nghèo khó tại buôn Bon Ma Hing, tỉnh Pleiku, Liên bang Đông Dương ngày 3 tháng 5 năm 1935.:536:114 Hồi còn nhỏ, ông đã thể hiện trí thông minh đáng kinh ngạc và thu hút sự chú ý của Nay Moul, thủ lĩnh bộ tộc Gia Rai. Nay Moul bèn tới nhà thuyết phục cha mẹ Nay Luett đưa ông sang ở tại ngôi nhà rông trong biệt điện của mình để tiện cho việc ăn học lâu dài. 
Nhờ vậy mà Nay Luett mới được theo học trường dạy tiếng Pháp-Bana ở Kon Tum và Trường Trung học Sabati ở Buôn Ma Thuột. Nay Moul cũng sắp xếp cho con gái mình kết hôn với Nay Luett.:114 Năm 1958, ông tốt nghiệp Trường Trung học Yersin Đà Lạt.:536

### Sự nghiệp chính trị
Nay Luett là một trong những thủ lĩnh của tổ chức người Thượng BAJARAKA.:536 Từ ngày 15 tháng 9 năm 1958 đến tháng 9 năm 1962, ông bị chính quyền Ngô Đình Diệm giam giữ vì biểu tình đấu tranh đòi quyền lợi thay mặt người dân của mình.:536
Năm 1962, Nay Luett vừa ra tù thì đi làm phiên dịch viên cho lực lượng biệt kích thuộc Trung tâm Huấn luyện Hòa Cầm.:536 Năm 1963, ông là người phụ trách một doanh trại biệt kích gần Khâm Đức, tỉnh Quảng Tín, và còn nắm quyền chỉ huy 430 lính Biệt động quân tấn công mật khu Thạch Bích của du kích cộng sản, tịch thu được một số lượng lớn vũ khí.:536 Sau cuộc đảo chính cuối năm 1963, ông quay trở lại sống đời nông dân bình thường.:536
Từ năm 1964 đến năm 1966, Nay Luett chuyển sang làm chuyên gia cho Nha Đặc trách Thượng vụ mà về sau đổi thành Thượng Vụ cuộc.:536 Từ năm 1966 đến năm 1967, ông là chuyên viên Phủ Đặc ủy Thượng vụ.:536 Từ năm 1967 đến năm 1969, ông giữ chức Cục trưởng Cục Tái thiết Nông thôn Thượng vụ Bộ Phát triển Sắc tộc.:536 Từ năm 1970 đến năm 1971, ông được đào tạo làm thư ký cấp cao.:536 Từ năm 1969 đến năm 1970, ông lên làm Trưởng ban Phát triển Sắc tộc tỉnh Phú Bổn.:536
Ngày 16 tháng 6 năm 1971, ông được Tổng thống Nguyễn Văn Thiệu bổ nhiệm làm Tổng trưởng Bộ Phát triển Sắc tộc thứ hai thay thế vị tiền nhiệm Paul Nưr.:536
Ngày 4 tháng 4 năm 1975, sau khi các thành phố Huế, Đà Nẵng, Quy Nhơn và Nha Trang rơi vào tay quân đội Bắc Việt, Nay Luett cùng với giới lãnh đạo người Thượng khác đã gặp gỡ các quan chức của Đại sứ quán Mỹ tại Sài Gòn. Ông đưa ra lời đề nghị người Mỹ nên đưa các nhà lãnh đạo người Thượng và gia đình của họ vào kế hoạch sơ tán khẩn cấp. Đêm hôm trước lúc Sài Gòn thất thủ ngày 28 tháng 4, giới lãnh đạo người Thượng đều đến tập trung tại nhà Nay Luett để chờ di tản nhưng chẳng có chiếc xe di tản nào đến đón họ cả.:357

### Sau năm 1975
Tháng 6 năm 1975, Bộ Phát triển Sắc tộc bị bãi bỏ.:358 Nay Luett, giống như những nhà lãnh đạo người Thượng khác, đều bị chế độ mới bắt giữ sau khi trở về quê hương và phải chịu cảnh giam cầm trong những điều kiện khắc nghiệt.:358 Năm 1983, sau thời gian ở tù suốt 9 năm, ông được phóng thích ra khỏi trại giam rồi chưa đầy 2 tháng sau chết tại nhà.

## Đời tư
Nay Luett theo đạo Công giáo, đã kết hôn và có 7 người con (trong đó có 2 người con nuôi).:536

## Vinh danh

### Huân chương
- Hành Chánh Bội Tinh Đệ Nhất Hạng[3]:537
- Chương Mỹ Bội Tinh Đệ Nhị Hạng[3]:537
- Tâm Lý Chiến Bội Tinh Đệ Nhất Hạng[3]:537
- Dân Tộc Phát Triển Bội Tinh Đệ Nhất Hạng[3]:537
- Lao Động Bội Tinh Đệ Nhị Hạng[3]:537
- Cảnh Sát Danh Dự Bội Tinh Đệ Nhất Hạng[3]:537

### Biểu chương
- Giấy khen Sự vụ Cao Miên[3]:537